# John F. Kelly
John F. Kelly (ur. 11 maja 1950 w Bostonie) – amerykański generał United States Marine Corps. Od 20 stycznia do 31 lipca 2017 sekretarz bezpieczeństwa krajowego USA, od 31 lipca 2017 szef personelu Białego Domu.

## Życiorys
Od 2012 do 2016 zajmował się kierowaniem Dowództwa Południowego na Florydzie, a 2003 roku mianowano go na pułkownika piechoty morskiej awansowanego do stopnia generała brygady. 7 grudnia 2016 został mianowany na Sekretarza Bezpieczeństwa Krajowego w gabinecie Donalda Trumpa.
20 stycznia 2017 został zaprzysiężony przez wiceprezydenta Mike’a Pence’a na stanowisko sekretarza bezpieczeństwa krajowego USA w gabinecie Donalda Trumpa. W lipcu 2017 został ogłoszony przez prezydenta Donalda Trumpa na nowego Szefa Personelu Białego Domu w miejsce Reince Priebusa, urząd oficjalnie objął 31 lipca 2017 związku z tym zakończył urząd sekretarza w gabinecie prezydenta Trumpa.
12 czerwca 2018 w Singapurze towarzyszył prezydentowi Trumpowi podczas pierwszego spotkania z Kim Dzong Unem.
8 grudnia 2018 Prezydent Donald Trump poinformował, że do końca roku będzie Kelly sprawował swoją funkcję.

## Życie prywatne
Miał syna, który zginął w 2010 roku w czasie walk w Afganistanie.